# Lesley Reddon
Lesley Reddon, född den 15 november 1970 i North York i Kanada, är en kanadensisk ishockeyspelare.
Hon tog OS-silver i damernas ishockeyturnering i samband med de olympiska ishockeytävlingarna 1998 i Nagano.